# Классика Брюгге — Де-Панне 2022
46-й выпуск  Классики Брюгге — Де-Панне — шоссейной однодневной велогонки по дорогам Бельгии. Гонка прошла 23 марта 2022 года в рамках Мирового тура UCI 2022 (категория 1.UWT). Победу одержал бельгийский велогонщик Тим Мерлир.

## Участники
Автоматически приглашения на гонку приняли 16 команд категории UCI WorldTeam (отказались AG2R Citroën и Ineos Grenadiers) и три лучшие команды категории UCI ProTeam прошлого сезона Alpecin-Fenix, Arkéa-Samsic и TotalEnergies. Также организаторы пригласили ещё 5 команды категории ProTeam. Таким образом всего в гонке приняло участие 24 команд.
| UCI WorldTeams (16)- Astana Qazaqstan Team - Bahrain Victorious - Bora-Hansgrohe - Cofidis - EF Education-EasyPost - Groupama-FDJ - Intermarché-Wanty-Gobert Matériaux - Israel-Premier Tech - Jumbo-Visma - Lotto-Soudal - Movistar Team - Quick-Step Alpha Vinyl - BikeExchange-Jayco - Team DSM - Trek-Segafredo - UAE Team Emirates UCI ProTeams (8)- Alpecin-Fenix - Arkéa-Samsic - B&B Hotels-KTM - Bardiani-CSF-Faizanè - Bingoal Pauwels Sauces WB - Sport Vlaanderen-Baloise - TotalEnergies - Uno-X Pro Cycling Team |
| |

## Маршрут
Маршрут гонки проходил в провинции Западная Фландрия. После старта в Брюгге вначале предстояло преодолеть по равнине 55 км до Вёрне. По сравнению с прошлым годом этот участок был длиннее на 4 км благодаря заезду в Ньивпорт.
В Вёрне гонщики заходили на финальные круги. Сначала предстояло проехать неполный круг протяжённостью 17 км через Остдёйнкерке в направлении Северного моря и далее по его побережью через Коксейде до Де-Панне, где располагался будущий финиш. А затем три полноценных круга по 45,1 км каждый. Из Де-Панне маршрут круга следовал сначала в Адинкерке, затем по De Moeren — четырёхкилометровой прямой дороге, подверженной сильному боковому ветру, который мог создать эшелоны. Потом до Хаутема, откуда снова направлялись в Вёрне и далее снова через Остдёйнкерке и Коксейде в Де-Панне.
Основными сложностями на этом кругу помимо De Moeren также являлись некоторых городские препятствий (таких как знаменитые трамвайные пути). Последний поворот располагался менее чем за 800 метров до финиша. Протяжённость дистанции составила чуть больше 200 км.

## Ход гонки
В начале гонки образовался отрыв из трёх гонщиков. Его составили бельгийцы Димитри Пейскенс (Bingoal Pauwels Sauces WB) и Йенс Рейндерс (Sport Vlaanderen-Baloise), а также итальянец Энрико Баттальин (Bardiani-CSF-Faizanè). Их преимущество над пелотоном доходило до 7 минут, но перед началом последнего круга (за 44 км до финиша) оно сократилось до 1 минуты. Примерно за 34 км до финиша пелотон поглотил отставшего из отрыва Баттальина, а ещё через 3 км и остальных двух беглецов.
После этого гонка стала более напряжённой, что привело к многочисленным падениям и завалам в которых пострадали в том числе Маттиас Брендле и Рик Цабель (оба Israel-Premier Tech). За 23 км до финиша Макс Кантер (Movistar Team) столкнулся с одним из маршалов, но смог быстро продолжить гонку, тогда как маршалу потребовалась помощь.
На последних двух километрах в голову пелотона вышла команда Quick-Step Alpha Vinyl Team во главе с Янником Штаймле. За 1,5 км до финиша в крутом повороте упал находившийся в голове пелотона немец Паскаль Аккерман (UAE Team Emirates) в результате чего пелотон растянулся. При этом Штаймле снова вышел вперед, затем его сменил партнёр по команде Микаэль Мёркёв. Однако главного спринтера их команды Марка Кавендиша не оказалось рядом и Мёркёв бросил работу.
Победа на гонке была разыграна в групповом спринте. Первым финишный спринт открыл Улав Коэй (Jumbo-Visma), но его обошли Тим Мерлир ({{{название велокоманды-2022}}}) и Дилан Груневеген (Team BikeExchange-Jayco) и которые в итоге одновременно пересекли финишную линию. Потребовавшийся фотофиниш отдал победу Мерлиру над Груневегеном. Третьим стал Насер Буханни (Arkéa–Samsic).

## Результаты
| \| Генеральная классификация \| Генеральная классификация \| Генеральная классификация \| Генеральная классификация \| Генеральная классификация \| \| Гонщик \| Гонщик \| Команда \| Время \| \| \| ------------------------- \| ------------------------- \| ------------------------- \| ------------------------- \| ------------------------- \| \| 1-й \| Тим Мерлир \| Alpecin-Fenix \| 4ч 45' 41 \| \| \| 2-й \| Дилан Груневеген \| Team BikeExchange-Jayco \| + 0 \| \| \| 3-й \| Насер Буханни \| Arkéa-Samsic \| + 0 \| \| \| 4-й \| Макс Вальшайд \| Cofidis \| + 0 \| \| \| 5-й \| Улав Коэй \| Jumbo-Visma \| + 0 \| \| \| 6-й \| Арно Демар \| Groupama-FDJ \| + 0 \| \| \| 7-й \| Симоне Консонни \| Cofidis \| + 0 \| \| \| 8-й \| Арно Де Ли \| Lotto-Soudal \| + 0 \| \| \| 9-й \| Яспер Стёйвен \| Trek-Segafredo \| + 0 \| \| \| 10-й \| Хайнрих Хаусслер \| Bahrain Victorious \| + 0 \| \| |                  |                         |           |
| |                  |                         |           |
| Источник: ProCyclingStats |                  |                         |           |
| Генеральная классификация |                  |                         |           |
| Гонщик | Гонщик           | Команда                 | Время     |
| 1-й | Тим Мерлир       | Alpecin-Fenix           | 4ч 45' 41 |
| 2-й | Дилан Груневеген | Team BikeExchange-Jayco | + 0       |
| 3-й | Насер Буханни    | Arkéa-Samsic            | + 0       |
| 4-й | Макс Вальшайд    | Cofidis                 | + 0       |
| 5-й | Улав Коэй        | Jumbo-Visma             | + 0       |
| 6-й | Арно Демар       | Groupama-FDJ            | + 0       |
| 7-й | Симоне Консонни  | Cofidis                 | + 0       |
| 8-й | Арно Де Ли       | Lotto-Soudal            | + 0       |
| 9-й | Яспер Стёйвен    | Trek-Segafredo          | + 0       |
| 10-й | Хайнрих Хаусслер | Bahrain Victorious      | + 0       |